# Thomas Rietzschel
Thomas Rietzschel (geboren 1951 bei Dresden) ist ein deutscher Journalist und Schriftsteller.

## Leben
Rietzschel studierte Germanistik, Geschichte und Philosophie in Leipzig. Nach seiner Promotion war er eineinhalb Jahrzehnte Kulturkorrespondent der Frankfurter Allgemeinen Zeitung. Er gab Bücher zur Kulturgeschichte der Moderne heraus, insbesondere zum frühen 20. Jahrhundert, und unternahm Reisen zu deren Schauplätzen von Sibirien bis zum Brocken und von Ascona bis Australien. Dafür erhielt er 1997 den Medienpreis der Stiftung Ostdeutscher Kulturrat. Seit 2002 berät er verschiedene Kulturprojekte. Er publiziert unter anderem in der Frankfurter Allgemeinen Zeitung, der Neuen Zürcher Zeitung und der Achse des Guten. und lebt in der Nähe von Frankfurt am Main.

2012 veröffentlichte Rietzschel das Buch Die Stunde der Dilettanten. Wie wir uns verschaukeln lassen, in dem er Felder des öffentlichen Lebens wie Politik, Wirtschaft, Kunst, Bildung und die Unterhaltungsindustrie untersuchte und anhand aktueller Fallbeispiele zu dem Ergebnis kam, die gegenwärtige Gesellschaft sei geprägt durch Dilettanten, die viel wollten, aber nur wenig könnten. Ihre Devise sei „Learning by doing“ oder auch „Jeder Mensch ist ein Künstler“. Sie handelten nicht wider besseres Wissen, sondern seien schlicht ahnungslos, aber durchdrungen von der Bedeutung ihrer Rolle, in der sie lebten „wie der Mime auf der Bühne“. Henryk M. Broder nannte es in der Welt

„ein Buch, das darauf gewartet hat, geschrieben zu werden. Und Rietzschel [...] ist der Autor, der es schreiben musste. Ein Ossi, der sich hüben wie drüben den klaren Blick für die Wirklichkeit bewahrt hat und der weder dem Politbüro noch dem Generalsekretär irgendeiner Partei folgen mag, wenn diese behaupten, dass zwei mal zwei unter Umständen auch fünf ergeben könnte.“

2014 schrieb Rietzschel das Buch Geplünderte Demokratie: Die Geschäfte des politischen Kartells, in dem er Deutschland als von Parteien geplündert beschreibt, die heute nicht mehr Vertreter des Volkes seien, sondern sich zu kommerzialisierten Betrieben entwickelt hätten, die sich ihre eigenen Aufgaben erfänden und das Volk als Vollstrecker dieser Aufgaben einsetzten. Politikverdrossenheit der Bürger sei Folge der Enttäuschung durch bezahlte Berufspolitiker, die nur zum Selbsterhalt regierten, statt ihr Volk nach aufgeklärtem Ideal aus Engagement zu vertreten. Statt um Argumente und zukunftsfähige Konzepte gehe es nur noch um „Machterhalt und ritualisiertes Polittheater“. Der Bürger selbst sei käuflich geworden, das Brot sei ihm wichtiger als die Freiheit und die eigene Existenz wichtiger als das Wohl der Gemeinschaft.

## Schriften
In Herausgeberschaft und Monografien:
- Die Aktion 1911–1918. Wochenschrift für Politik Literatur und Kunst. Herausgegeben von Franz Pfemfert. Eine Auswahl von Thomas Rietzschel. Aufbau, Berlin und Weimar 1986, sowie DuMont, Köln 1987, ISBN 3-7701-2137-6
- Sekunde durch Hirn. 21 expressionistische Erzähler (Hrsg.), Reclam, 1987, ISBN 978-3-379-00057-4.
- Zwischen Trauer und Ekstase. 21 expressionistische Liebesgeschichten (Hrsg.), Verlag Der Morgen, 1988, ISBN 978-3-371-00171-5.
- Theodor Däubler Eine Collage seiner Biographie. Reclam s Universal-Bibliothek; Bd. 1262 : Kunstwissenschaften (Hrsg.), Reclam Leipzig, 1988, ISBN 978-3-379-00348-3.
- Das Schwalbenbuch und andere Gedichte (Hrsg.), Aufbau Verlag, 1992, ISBN 978-3-351-01479-7.
- Über Deutschland, Reclam, 1993, ISBN 978-3-379-01486-1.
- Die Stunde der Dilettanten: Wie wir uns verschaukeln lassen, Paul Zsolnay Verlag, 2012, ISBN 978-3-552-05554-4. Auch als Hörbuch.
- Geplünderte Demokratie: Die Geschäfte des politischen Kartells, Paul Zsolnay Verlag, 2014, ISBN 978-3-552-05675-6.